# Dennis Tueart
Dennis Tueart (ur. 27 listopada 1949 w Newcastle) – piłkarz angielski występujący przede wszystkim w Sunderlandzie i Manchesterze City. Wystąpił także w sześciu meczach reprezentacji Anglii, dla której zdobył dwie bramki.
W 1973 roku zagrał w wyjściowym składzie drugoligowego Sunderlandu w finale Pucharu Anglii na Wembley; The Black Cats pokonały wówczas faworyzowany Leeds United. W marcu 1974 roku Tueart podpisał kontrakt z Manchesterem City. W 1976 zdobył z tą drużyną Puchar Ligi, zdobywając w finale przeciwko Newcastle United bramkę. Dwa lata później dołączył do zespołu New York Cosmos, gdzie pozostał do 1980 roku. Po pobycie w Stanach Zjednoczonych powrócił do Manchesteru City, gdzie występował do 1983, kiedy to klub spadł z First Division. W latach osiemdziesiątych występował krótko w takich zespołach jak Stoke City, Burnley oraz Derry City.
W późniejszym okresie Tueart był dyrektorem klubu z Manchesteru, gdzie angażował się także w pracę trenerską z Joe Roylem i Kevinem Keeganem. W lipcu 2007 roku, po przejęciu klubu przez tajskiego byłego premiera Thaksina Shinawatrę, Tueart ustąpił z funkcji dyrektora i tym samym zakończył 33-letni okres pobytu w klubie.

## Sukcesy
Sunderland
- Puchar Anglii 1972/1973 zwycięzca

Manchester City
- Puchar Ligi 1975/1976 zwycięzca

New York Cosmos
- Soccer Bowl 1978: zwycięzca